# نعيج
نعيج موقع أثري يبعد عن القريات حوالي 90 كم، إلى جهة الشمال الشرقي، ويقع بالقرب من الحدود السعودية الأردنية بجوار مركز نعيج التابع لحرس الحدود السعودي.

## الوصف
الموقع عبارة عن أساسات قديمة وجدران لبيوت ومدافن، وهناك الكثير من النقوش والرسومات لجميع أنواع الحيوانات التي كانت تعيش في المنطقة، تم نقشها على حجارة بازلتية سوداء، وهذه قد لا تكون فقط هي الحصيلة من المواقع الأثرية والتاريخية بالقريات فهناك من المواقع مالم يكتشف حتى الآن، لكن هذه المواقع وعلى الرغم مما تحتويه من تاريخ طويل يحكي حضارات ليست بالقريبة إلا أن الدراسة والبحث والتنقيب في هذه المواقع لم تعرف طريقها حتى الآن.